# Император на Византия
Император на Византия като титла (титул) е неологизъм, и като цяло или не е използван или рядко използван от владетелите на държавата с център в Константинопол. Император на Византия се използва от днешната модерна историография. През 330 г. римският император Константин I Велики обявява тракийския град Византион за столица на Римската империя и го кръщава Нов Рим. По-късно този град получава името Константинопол, в чест на своя основател. След условното разделяне на Империята, градът остава столица на Източната Римска империя, известна с днешното си модерно име Византия, т.е. т. нар. византийски императори всъщност са римските императори на Изтока.
Според Шарл Дил византийският император се ръководи от четири отделни начала :с. 42. Той е пряк наследник на римските цезари, император, законодател и военачалник. Отчитайки мнозинството гърци в империята, той е василевс – водител на елинизма. Под нарастващото влияние на Азия неговата власт придобива деспотични форми: той е деспот и автократ. След победата на християнството той е изоапостолос, върховен глава на православната религия наравно с патриарха.
Днес много историци приемат Константин Велики за пръв от византийските императори, други считат за такъв Аркадий, трети Анастасий I, четвърти Юстиниан I, а пети дори Ираклий.

## Хронология

### Династия на Константин
- Константин I Велики (Κωνσταντίνος Α' ο Μέγας) (324 – 337 г.)
- Констанций II (Κωνστάντιος Β') (333 – 361 г.)
- Юлиан (Ιουλιανός ο φιλόσοφος) (361 – 363 г.)

### Извъндинстичен
- Йовиан (Ιοβιανός) (363 – 364 г.)

### Валентиниано-Теодосиева династия
- Валентиниан I (Ουαλεντινιανός) (364 – 375 г.), разделя империята, управлява Запада
- Валент (Ουάλης) (364 – 378, брат на Валентиниан, управлява Изтока
- Теодосий I (Θεοδόσιος Α' ο Μέγας) (379 – 395 г.)
- Аркадий (Αρκάδιος) (395 – 408 г.)
- Теодосий II (Θεοδόσιος Β') (408 – 450 г.)
- Маркиан (Μαρκιανός) (450 – 457 г.)

### Династия на Леонидите
- Лъв I (Λέων Α') (457 – 474 г.)
- Лъв II (Λέων Β') (474 г.)
- Зенон (Ζήνων) (474 – 475 г.)
- Василиск (Βασιλίσκος) (475 – 476 г.)
- Зенон (отново) (Ζήνων) (476 – 491 г.)
- Анастасий I (Αναστάσιος Α') (491 – 518 г.)

### Династията на Юстиниан
- Юстин I (Ιουστίνος Α') (518 – 527 г.)
- Юстиниан Велики (Ιουστινιανός ο Μέγας) (527 – 565 г.)
- Юстин II (Ιουστίνος Β') (565 – 578 г.)
- Тиберий II (Τιβέριος Β') (578 – 582 г.)
- Маврикий (Μαυρίκιος) (582 – 602 г.)

### Извъндинастичен
- Фока (Φωκάς) (602 – 610 г.)

### Династия на Ираклидите
- Ираклий (Ηράκλειος) (610 – 641 г.)
- Константин III (Κων/νος Γ') (641 г.)
- Ираклеон (Ηρακλεωνάς) (641 г.)
- Констанс II (Κώνστας Β') (641 – 668 г.)
- Константин IV Погонат (Κωνσταντίνος Δ' ο Πωγώνατος) (668 – 685 г.)
- Юстиниан II Ринотмет (Ιουστινιανός Β' ο Ρινότμητος) (685 – 695 г.)

### Извъндинастични
- Леонтий (Λεόντιος) (695 – 698 г.)
- Тиберий III Апсимар (Τιβέριος Γ' ο Αψίμαρος) (698 – 705 г.)

### Династия на Ираклидите
- Юстиниан II Ринотмет (отново) (Ιουστινιανός Β') (705 – 710 г.)

### Извъндинастични
- Филипик Вардан (Φιλιππικός Βαρδάνης) (710 – 714 г.)
- Анастасий II (Αναστάσιος Β') (714 – 715 г.)
- Теодосий III Адрамит (Θεοδόσιος Γ' ο Αδραμμυττηνός) (715 – 717 г.)

### Исаврийска династия
- Лъв III Исавър (Λέων Γ' ο Ίσαυρος) (717 – 741 г.)
- Константин V Копроним (Κωνσταντίνος Ε' Κοπρόνυμος) (741 – 742 г.)
- Артавазд (Αρτάβασδος) (742 – 743 г.)
- Константин V Копроним (отново) (Κωνσταντίνος Ε' Κοπρόνυμος) (743 – 775 г.)
- Лъв IV (Λέων Δ') (775 – 780 г.)
- Константин VI (Κωνσταντίνος ΣΤ') (780 – 797 г.)
- Ирина Атинянката (Ειρήνη η Αθηναία) (797 – 802 г.)

### Арабска (Никифорова) династия
- Никифор I (Νικηφόρος Α') (802 – 811 г.)
- Ставракий (Σταυράκιος) (811 г.)
- Михаил I Рангаве (Μιχαήλ Α' ο Ραγκαβέ) (811 – 813 г.)

### Извъндинастичен
- Лъв V Арменец (Λέων Ε' ο Αρμένιος) (813 – 820 г.)

### Аморионска (Фригийска) династия
- Михаил II (Μιχαήλ Β') (820 – 829 г.)
- Теофил (Θεόφιλος) (829 – 842 г.)
- Михаил III (Μιχαήλ Γ') (842 – 867 г.)

### Македонска династия
- Василий I Македонец (Βασίλειος Α') (867 – 886 г.)
- Лъв VI Философ (Λέων ΣΤ' ο Σοφός) (886 – 912 г.)
- Александър (Αλέξανδρος) (912 – 913 г.)
- Константин VII Багренородни (Κωνσταντίνος Ζ' ο Πορφυρογέννητος) (913 – 959 г.)
- Роман I Лакапин (съуправител) (Ρωμανός Α' Λεκαπηνός) (920 – 944 г.)
- Роман II (Ρωμανός Β') (959 – 963 г.)
- Никифор II Фока (съуправител) (Νικηφόρος Β' Φωκάς) (963 – 969 г.)
- Йоан I Цимиски (съуправител) (Ιωάννης Τσιμισκής) (969 – 976 г.)
- Василий II Българоубиец (Βασίλειος Β' Βουλγαροκτόνος) (976 – 1025 г.)
- Константин VIII (Κωνσταντίνος Η') (1025 – 1028 г.)
- Роман III Аргир (Ρωμανός Γ' Αργυρός) (1028 – 1034 г.)
- Михаил IV Пафлагон (Μιχαήλ Δ' Παφλαγών) (1034 – 1041 г.)
- Михаил V Калафат (Μιχαήλ Ε' Καλαφάτης) (1041 – 1042 г.)
- Зоя и Теодора (1042 г.)
- Константин IX Мономах (Κωνσταντίνος Θ' ο Μονομάχος) (1042 – 1054 г.)
- Теодора (Θεοδώρα) (1055 – 1056 г.)

### Извъндинастичен
- Михаил VI Стратиот (Μιχαήλ ΣΤ' ο Στρατιωτικός) (1056 – 1057 г.)

### Династия на Комнините
- Исак I Комнин (Ισαάκιος Α' Κομνηνός) (1057 – 1059 г.)

### Династия Дука
- Константин X Дука (Κωνσταντίνος Ι' Δούκας) (1059 – 1067 г.)
- Роман IV Диоген (Ρωμανός Δ' Διογένης) (1068 – 1071 г.)
- Михаил VII Дука (Μιχαήλ Ζ' Δούκας) (1071 – 1078 г.)
- Никифор III Вотаниат (Νικηφόρος Γ' Βοτανειάτης) (1078 – 1081 г.)

### Династия на Комнините (повторно)
- Алексий I Комнин (Αλέξιος Α' Κομνηνός) (1081 – 1118 г.)
- Йоан II Комнин (Ιωάννης Β' Κομνηνός) (1118 – 1143 г.)
- Мануил I Комнин (Μανουήλ Α' Κομνηνός) (1143 – 1180 г.)
- Алексий II Комнин (Αλέξιος Β' Κομνηνός) (1180 – 1183 г.)
- Андроник I Комнин (Ανδρόνικος Α' Κομνηνός) (1183 – 1185 г.)

### Династия на Ангелите
- Исак II Ангел (Ισαάκιος Β' Άγγελος) (1185 – 1195 г.)
- Алексий III Ангел (Αλέξιος Γ' Άγγελος) (1195 – 1203 г.)
- Алексий IV Ангел (Αλέξιος Δ') (1203 – 1204 г.)
- Алексий V Дука Мурзуфул (Αλέξιος Ε' Μούρτζουφλος) (1204 г.)

През 1204 г. кръстоносците превземат Константинопол и империята се разпада на множество държави.

### Ласкариди – Никейска империя
- Теодор I Ласкарис (1204 – 1221 г.)
- Йоан III Дука Ватаций (1221 – 1254 г.)
- Теодор II Дука Ласкарис (1254 – 1258 г.)
- Йоан IV Дука Ласкарис (1258 – 1261 г.)

### Комнини – Трапезунд
- Алексий I Велики Комнин (1204 – 1222 г.)
- Давид I Велики Комнин (1204 – 1214 г.)
- Андроник I Велики Комнин (1222 – 1235 г.)
- Йоан I Велики Комнин (1235 – 1238 г.)
- Мануил I Велики Комнин (1238 – 1263 г.)
- Андроник II Велики Комнин (1263 – 1266 г.)
- Георги Велики Комнин (1266 – 1280 г.)
- Йоан II Велики Комнин (1280 – 1284 г.)
- Теодора Велика Комнина (1284 – 1285 г.)
- Йоан II Велики Комнин (отново) (1285 – 1297 г.)
- Алексий II Велики Комнин (1297 – 1330 г.)
- Андроник III Велики Комнин (1330 – 1332 г.)
- Мануил II Велики Комнин (1332 г.)
- Василий Велики Комнин (1332 – 1340 г.)
- Ирина Палеологина Велика Комнинина (1340 – 1341 г.)
- Ана Велика Комнина (1341 г.)
- Михаил Велики Комнин (1341 г.)
- Ана Велика Комнина (отново) (1341 – 1342 г.)
- Йоан III Велики Комнин (1342 – 1344 г.)
- Михаил Велики Комнини (отново) (1344 – 1349 г.)
- Алексий III Велики Комнин (1349 – 1390 г.)
- Мануил III Велики Комнин (1390 – 1416 г.)
- Алексий IV Велики Комнин (1416 – 1429 г.)
- Йоан IV Велики Комнин (1429 – 1459 г.)
- Давид II Велики Комнин (1459 – 1461 г.)

### Комнин Дука Ангел – Епирско деспотство
- Михаил I Комнин Дука Ангел (1205 – 1214 г.)
- Теодор I Комнин Дука (1214 – 1230 г.)
- Михаил II Комнин Дука (1230 – 1271 г.)
- Никифор I Комнин Дука (1271 – 1297 г.)
- Тома I Комнин Дука (1297 – 1317 г.)

През 1261 владетелят на Никея триумфално влиза в Константинопол и обявява възстановяването на Византия.

### Династия на Палеолозите
- Михаил VIII Палеолог (Μιχαήλ Η' Παλαιολόγος) (1261 – 1282 г.)
- Андроник II Палеолог (Ανδρόνικος Β' Παλαιολόγος) (1282 – 1328 г.)
- Андроник III Палеолог (Ανδρόνικος Γ' Παλαιολόγος) (1328 – 1341 г.)
- Йоан V Палеолог (Ιωάννης Ε' Παλαιολόγος) (1341 – 1376 г.)
- Йоан VI Кантакузин (съуправител) (Ιωάννης ΣΤ' Καντακουζηνός) (1347 – 1354 г.)
- Матей Кантакузин (съуправител) (Ματθαίος Καντακουζηνός) (1353 – 1357 г.)
- Андроник IV Палеолог (Ανδρόνικος Δ' Παλαιολόγος) (1376 – 1379 г.)
- Йоан V Палеолог (отново) (Ιωάννης Ε' Παλαιολόγος) (1379 – 1390 г.)
- Йоан VII Палеолог (Ιωάννης Ζ' Παλαιολόγος) (1390 г.)
- Йоан V Палеолог (трети път) (Ιωάννης Ε' Παλαιολόγος) (1390 – 1391 г.)
- Мануил II Палеолог (Μανουήλ Β' Παλαιολόγος) (1391 – 1425 г.)
- Йоан VIII Палеолог (Ιωάννης Η' Παλαιολόγος) (1425 – 1448 г.)
- Константин XI Палеолог (Κωνσταντίνος ΙΑ' Παλαιολόγος) (1449 – 1453 г.)

Османските турци превземат Константинопол през 1453 г., слагайки край на Източната Римска империя.